# ترک‌محله (تالش)
ترک‌محله، روستایی در دهستان نیل‌رود بخش جوکندان شهرستان تالش در استان گیلان ایران است.

## جمعیت
بر پایه سرشماری عمومی نفوس و مسکن در سال ۱۳۹۵، جمعیت این روستا برابر با ۳۹۳ نفر (۱۱۲ خانوار) بوده است.